# All World MGR Mandram
All World MGR Mandram – indyjskie stowarzyszenie skupiające fankluby aktora, polityka i filantropa M.G. Ramachandrana (znanego jako MGR).
Powołane w 1954, zrzesza trudną do precyzyjnego określenia liczbę mandramów (w samym tylko Ćennaj w 2011 działało ich przeszło 10 tys.). Koordynuje i wspiera działalność fanklubów. Gdy Ramachandran był członkiem Drawidyjskiej Federacji Postępu (DMK) w pewien sposób dystansowało się ono od tej formacji, przede wszystkim wspierając poczynania MGR. Uczestniczyło w tworzeniu AIADMK, od początku działania partii jest ściśle powiązane z jej strukturami. Jego działaczami są liczni politycy tamilscy, między innymi E. Madhusoodanan, P. H. Pandian czy M. R. Kadambur.